# Башкирское национальное движение
Башкирское национальное движение (баш. Башҡорт милли хəрəкəте) или сокращённо БНД — движение за автономию башкир в 1917—1921 годах.

## История движения
История движения состоит из четырёх этапов:
- демократический (май 1917 — февраль 1918)
- антибольшевистский (февраль 1918 — февраль 1919)
- советский (март 1919 — май 1920)
- повстанческий (вторая половина 1920 — начало 1921)

### I этап
10 мая 1917 года на I Всероссийском съезде мусульман в Москве, для общего руководства башкирским национальным движением башкирскими делегатами было организовано Башкирское областное бюро. С 17 мая 1917 года бюро располагается в Оренбурге. 26 июня 1917 года преобразовано в Бюро союза башкирского народа. В составе бюро были А. Н. Ягафаров, С. Г. Мрясов, А. А. Валидов, Ю. С. Бикбов, Ю. Ю. Бикбов, А. С. Давлетшин, У. М. Куватов, Г. М. Куватов, Х. Игликов, Г. С. Идельбаев, Г. И. Мутин. В июне 1917 года бюро создавало местные волостные советы (тюбяк-шуро).
Бюро занималось подготовкой и организацией I Всебашкирского курултая (съезда), состоявшегося с 20 по 27 июля 1917 года в Оренбурге. Съезд оценил произошедшие в стране перемены, определил дальнейшую деятельность движения и его идеологию. На съезде создаётся Башкирское центральное шуро и избирается его первый состав. На курултае принимаются несколько резолюций, в том числе о создании Национально-территориальной автономии Башкурдистана в составе Российской демократической федеративной республики (РДФР).
С 25 по 29 августа 1917 года в Уфе проходил II Всебашкирский курултай (съезд). На съезде принято решение о постоянном размещении Башкирского центрального шуро в здании Караван-сарая г. Оренбурга и об организации его секретариатов в Уфе и Челябинске. Утверждено ряд резолюций, в том числе о национальном единстве, о сохранении курса башкирского национального движения на создание национально-территориальной автономии и о поддержке Временного правительства. На съезде были также утверждены списки депутатов Всероссийского Учредительного собрания от башкир Уфимской, Оренбургской, Пермской и Самарской губерний.
Башкирское центральное шуро Фарманом № 2 от 15 ноября (28 ноября) 1917 года провозгласило автономию Башкурдистана в составе Российской республики.
С 8 по 20 декабря 1917 года в Оренбурге проходил III Всебашкирский курултай (съезд), впоследствии названный учредительным. III Всебашкирский курултай (съезд) утвердил, провозглашённую Башкирским национальным шуро, территориально-национальную автономию Башкурдистана. Учредительный курултай определил меры по осуществлению автономного управления Башкурдистана. Был учрежден Кесе-Курултай (предпарламент), состоящий из представителей населения края по одному на каждые 100 тысяч человек пропорционально численности каждой народности, и его состав. Кроме организации учреждений органов власти, башкирское национальное движение в то же время начала создавать отдельное войско и милицию, согласно резолюциям учредительного курултая. Также во время прохождения съезда — 17 декабря часть делегатов на отдельном собрании создали молодёжное объединение (крыло) «Тулкын».
20 декабря 1917 года Кесе-Курултаем учреждён высший исполнительный орган власти республики — Правительство Башкурдистана.

### II этап
В начале января 1918 года представитель Башкирского центрального шуро Ш. А. Манатов прибыл в Петроград и 7 января встретился с В. И. Лениным, с целью добиться признания автономии со стороны центральных властей. Во время переговоров Ленин сказал: «Мы не признаём башкирское движение контрреволюционным, направленным против нас…Мы считаем, что национальные движения народов Востока вполне естественны и очень нужны». Несмотря на довольно прямые заявления вождя революции, Советы отказались признавать Башкирскую автономию, что предопределило дальнейшие трагические события.
27 января 1918 года Оренбург был взят частями Красной Армии. Башкирское центральное шуро, соблюдая свои «принципы нейтралитета», оставалась работать в городе. В ночь с 3 по 4 февраля (по новому стилю с 15 по 16 февраля) 1918 года по указанию Оренбургского Мусульманского Военно-Революционного Комитета (МВРК), 7 членов Башкирского Правительства (И. М. Мутин, А. Н. Ягафаров, С. Г. Мрясов, А. А. Валидов, Г. Я. Аитбаев, А. К. Адигамов, И. Салихов) были подвергнуты к аресту. Постановление МВРК об аресте было утверждено Оренбургским губернским ревкомом только задним числом.
26 февраля 1918 года на собрании 200 башкир — участников Оренбургского крестьянского съезда было принято решение об отношении к большевикам: «При условии ненанесения ущерба священному стремлению к башкирской территориальной автономии, объявляем, что башкиры будут идти рука об руку с Советами». Февральские события 1918 года оттолкнуло башкирское национальное движение от Советской власти.
После ареста членов Башкирского правительства, группа башкирской молодёжи, в том числе некоторые активисты из «Тулкына», образовали новый руководящий орган — Временный революционный совет (шуро) Башкурдистана (ВРСБ). Членами Совета являлись А. Давлетшин (председатель), Б. Шафиев (заместитель), Г. Алпаров (информ.отд.), Ж. Шарипов (секретарь), Ф. Султанбеков (отд.издательского дела), X. Ильясов, С. Тагиров, К. Юлмухаметов, Г. Альмухаметов, В. Габитов, У. Куватов, Т. Имаков, Г. Аитбаев (финансово-хозяйственный отдел) и другие. На основе принятого на III Всебашкирском курултае положения об общероссийской федерации и об отношении к ней Башкурдистана, ВРСБ разработал свой проект положения «Об автономии Башкирии» и представил его в Наркомнац. Однако, 30 марта 1918 года Оренбургский губисполком принял решение осуждающее идею национальной автономии и распускающее ВРСБ. В сообщении губисполкома говорилось, что деятельность ВРСБ ни чем не отличался «от прежнего Шуро и Башкирского правительства». Члены ВРСБ были вынуждены продолжить свою работу в Стерлитамаке, а 3 мая 1918 года шуро полностью прекращает свою деятельность.
В марте 1918 года в Баймаке большевиками были расстреляны два члена Правительства Башкурдистана — Габдулла Идельбаев и Гимран Магазов, и другие представители органов властей автономии.
5 марта 1918 года Оренбургский губернский революционный комитет направил во все башкирские волости телеграмму ультимативного характера, в которой говорилось:
| «Башкиры… формируют отряды вместе с офицерами, юнкерами и всякой сволочью против Советской народной власти. Бывший Башкирский областной совет, помогавший атаману Дутову вести борьбу с революцией, арестован постановлением ревкома. Ревком приказывает всем башкирам и их организациям немедленно разоружаться, сдавать все оружие местным советам и красногвардейцам; выдавать всех скрывающихся… офицеров и юнкеров, прекратить разбойничьи набеги. Если в течение трех дней это не будет выполнено, Ревком расстреляет весь арестованный Областной совет, и все башкирские селения, заподозренные в противодействии Советской власти, будут сметены с лица земли артиллерией и пулеметами». |

3 апреля 1918 года объединённые отряды башкир под руководством А. Б. Карамышева и казаков, освобождают членов Башкирского Правительства из Оренбургской тюрьмы. С конца мая была полностью восстановлена работа органов властей автономии. Их новым местом размещения стал г. Челябинск. Для защиты республики, Башкирским Правительством была объявлена мобилизация и сформирован Башкирский корпус. Главнокомандующим всеми башкирскими военными частями до 22 ноября 1918 года являлся генерал Х. И. Ишбулатов.
Башкирским Правительством были установлены связи с антибольшевистскими центрами на востоке страны — Временным Сибирским правительством, Комучем, Оренбургским казачьим кругом и другими. 15—17 мая 1918 года в Кустанае состоялось совещание представителей башкирского и казахского национальных движений, где обсуждалось организация совместной контрреволюционной борьбы.

### III этап
18 февраля 1919 года, согласно приказу Башкирского военного шуро (совета) о переходе башкирских войск и башкирского народа на сторону Советской власти, на сторону Красной Армии перешли 5 стрелковых и 2 кавалерийских полка, а также вспомогательных части, общей численностью 6656 человек. Однако не все согласились с переходом, на стороне А. В. Колчака со своими отрядами остались Муса Муртазин, Мухаммед-Габдулхай Курбангалиев, Галимьян Таган и другие.
С 20 по 21 февраля 1919 года в c. Темясово Орского уезда проходил I Всебашкирский военный съезд, на котором участвовали 92 делегата от Башкирского войска и члены Башкирского Правительства. На съезде решались вопросы о переходе на сторону Советов и о состоянии переговоров с ними, о положении социально-политических дел в республике и другие. Военный съезд одобрил создание Автономной Башкирской Советской Республики (АСБР) в составе РСФСР и переход башкирских воинских частей на сторону Красной Армии, также на нём был образован Башкирский военно-революционный комитет (Башревком) и утверждён его состав.
20 марта 1919 года в Москве подписывается «Соглашение центральной Советской власти с Башкирским правительством о Советской автономии Башкирии». Со стороны центра документ подписывали от имени СНК РСФСР В. И. Ленин, и. о. председателя ВЦИК М. Ф. Владимирский, народный комиссар по делам национальностей И. В. Сталин, секретарь ВЦИК А. Енукидзе, а со стороны автономии — председатель Башкирского правительства М. А. Кулаев, член Башкирского центрального шуро М. Д. Халиков и адъютант командующего Башкирскими войсками А. И. Бикбавов.
В январе 1920 года обострился конфликт между Правительством Башкирской АССР — Башкирским военно-революционным комитетом (Башревкомом) и партийным органом — Башобкомом РКП(б).
24 марта 1920 года Башревком одобрил положение о государственном статусе башкирского языка на территории Башкирской АССР.

### IV этап
19 мая 1920 года был принят декрет ВЦИК «О государственном устройстве Автономной Советской Башкирской Республики», значительно урезавший права автономной республики, достигнутые по «Соглашению центральной Советской власти с Башкирским правительством о Советской автономии Башкирии» от 20 марта 1919 года. Документ вызвал общее возмущение у членов республиканского ревкома, и 16 июня 1920 года в знак протеста Башревком принял решение о своей отставке и самороспуске.
Противостояние центральных и «старых» республиканских властей привело к тому, что значительное число советских и даже партийных работников на местах пытались протестовать и сопротивляться новым представителям властей автономии. Например, председатель Ток-Чуранского кантисполкома М. А. Бурангулов отказался подчиняться новоизбранному 26 июня 1920 года Башревкому, продолжая поддерживать связи с прежним правительством, а другой председатель кантисполкома Усканы Учаров назвал новый ревком «врагом башкирского народа» и начал создавать вооружённый отряд для сопротивления властям и т. п. Вскоре все они были объявлены контрреволюционерами, с вытекающими отсюда последствиями.
Декрет ВЦИК и СНК РСФСР «О государственном устройстве Автономной Советской Башкирской Республики» от 19 мая 1920 года вызвал недовольство среди башкир и послужил основной причиной партизанской войны против центральной власти. Непосредственно на территории автономии началось формирование башкирских вооружённых антисоветских повстанческих отрядов — подобные события происходили в Уфимской, Пермской и других губерниях ранее — в 1918 году. Различия во времени связано с деятельностью прежнего состава Башревкома, проводивший отдельную внутреннюю политику в отличие от соседних губерний. Например, в республике не применялась продразвёрстка, но с избранием нового состава Башревкома она стала широко использоваться — что привело к многочисленным вооружённым конфликтам. Данные конфликты совпали с преследованием сторонников «старого» ревкома. В итоге, летом 1920 года возникли массовые восстания с эпицентром в юго-восточных кантонах АБСР (Бурзян-Тангауровском, Тамьян-Катайском, Усерганском кантонах), а в сентябре, в связи с появлением новых очагов восстаний, военное положение было введено ещё в пяти кантонах. На их подавление их были направлены отряды БашЧК под общим командованием Поленова, который прибыв в Баймак, установил военную диктатуру, разогнал местные органы власти и объявил «беспощадную борьбу с движением башкир». Отрядами ЧК были без суда и следствия были расстреляны 10 членов Бурзян-Тангауровского кантисполкома, проводилась политика «массового устрашения», сопровождавшегося убийствами и пытками мирного башкирского населения.
10 сентября 1920 года на заседании Тамьян-Катайского кантисполкома участвовал комбриг М. Л. Муртазин, недавно возвратившийся с польского фронта. Он предложил вывести за пределы кантона все русские карательные отряды, амнистировать восставших башкир, назначать на ответственные посты башкирских работников и создать специальную следственную комиссию.
Численность повстанческих отрядов, которые делились на полки и даже были сведены в дивизию под командованием X. Унасова, доходила до 3 тысяч человек. На севере Тамьян-Катайского кантона, действовал отряд Фаткуллы Магасумова, численность которого достигала до 3 тысяч повстанцев. Отряд Ф. Магасумова неоднократно предпринимали нападения на Златоуст и другие заводы и населённые пункты. В районе Белорецка действовал повстанческий отряд с численностью в 4 000 человек, в районе Аскарово — 1 тыс. чел., в районе Байназарово — около 1 тыс. чел. и т. д.
В июле — августе 1920 года С. Ш. Мурзабулатовым, Х. Г. Унасовым, Ф. Б. Магасумовым, А. Г. Ишмурзиным, Г. Я. Амантаевым, Г. Аитбаевым, З. Галиным, М. Мустафиным, М. Расулевым, М. Сагитовым, Ф. Юламановым и другими создавались вооружённые отряды, которые в сентябре были объединены в Башкирскую Красную Армию. Командующим Башкирской Красной Армии избран Ф. Б. Магасумов, начальником 1-й дивизии — Х. Г. Унасов, а 2-й дивизии — Ф. Юламанов. Председатель Реввоенсовета являлся С. Ш. Мурзабулатов, а начальником штаба — Б. Ланин.
Основными требованиями восставших были:
- лишение властных полномочий Башкирского обкома РКП(б);
- возвращение в правительство членов Башревкома первого состава;
- о независимой от СНК РСФСР и ВЦИК работе Башревкома;
- о прекращении политики военного коммунизма и т. д.

28 июля 1920 года был образован постоянный высший орган государственной власти — Центральный исполнительный комитет БАССР.
М. Д. Халиков, в своем заявлении, поданном в Центральную комиссию по перерегистрации членов РКП(б) в октябре 1920 года подверг острой критике центральные и местные власти в связи последними событиями.

## Значение
В 1926 году Башкирский обком партии, в ходе разработки тезисов «Характеристика башкирского движения», признал действия губернских органов Советской власти по аресту лидеров башкирского национального движения ошибочным: «В тот момент перед нами прежде всего стояла задача: иметь как можно меньшее количество противников. За Башкирским же правительством в тот период были значительные силы башкирского народа».